# 이주한 (음악가)
이주한(1965년 12월 20일 ~ )은 대한민국의 트럼펫 연주자, 작곡가, 프로듀서이다. 2007년에 윈터플레이를 결성해 현재까지 활동중이다.

## 학력
- 워싱턴주립대학교 졸업

## 디스코그라피
Juhan Lee
- 2015년 5월 28일 《앵그리맘 Original TV Soundtrack Deluxe Edition by 이주한》
- 2002년 4집 《Miles Song Book》
- 2001년 3집 《10 + 1》
- 2009년 2집 《Juhan Lee-Gienseng Funk》
- 1995년 1집 《직관》

윈터플레이
- 2022년 5월 19일 <Gganbu(깐부) (456&001)>
- 2022년 4월 30일 <Gganbu(깐부) (067&240)>
- 2019년 3월 6일 4집 《Jazz Cookin'<재즈 쿠킹)》
- 2018년 10월 17일 <When Autumn Comes, feat.Sleepy(슬리피)>
- 2017년 10월 19일 <Es Tu Vida(에스 투 비다), feat.Grace>
- 2016년 6월 9일 <Purple Rain(퍼플 레인)>
- 2014년 12월 5일 〈하얀겨울〉
- 2013년 6월 17일 〈궁중잔혹사 - 꽃들의 전쟁 OST Part 2〉
- 2013년 7월 17일 3집 《Two Fabulous Fools》
- 2012년 12월 7일 디지털 싱글 〈Just This Christmas〉
- 2010년 9월 14일 《Touche Mon Amour》
- 2009년 7월 1일 스페셜 앨범 《Hot Summerplay》
- 2008년 11월 4일 〈Happy Snow Bubble〉
- 2008년 9월 9일 디지털 싱글 〈Happy Bubble (해피 버블)〉
- 2008년 1월 23일 1집 《Choco Snow Ball》

이주한, 미라클 프렌즈
- 2014년 3월 19일 〈1.25 미라클마켓 - One By One (With 강산에, 이현우, 이적, 박기영, 스윗 소로우, 혜원, 진실 of 매드 소울 차일드)〉

## 세션 참여 음반/곡
- 강수지 - 사랑 앞에서 (1994)
- 김광석 - 서른즈음에 (1994)
- 동물원 - 널 사랑하겠어 (1995)
- 카니발 - 거위의 꿈(1997)
- 이소라 - 난 행복해 (1999)
- 윤종신 - 배웅 (2002)
- CB MASS - 휘파람 (2003)
- 아소토 유니온 - We don't stop (2003)
- 조성모 - 행복했었다 (2009)
- 이승환 - 구식사랑 (2010)